# Cantone di Sainte-Geneviève-des-Bois
Il Cantone di Sainte-Geneviève-des-Bois è una divisione amministrativa dell'arrondissement di Palaiseau.
A seguito della riforma approvata con decreto del 24 febbraio 2014, che ha avuto attuazione dopo le elezioni dipartimentali del 2015, è passato da 1 a 4 comuni.

## Composizione
Prima della riforma del 2014 comprendeva il solo comune di Sainte-Geneviève-des-Bois.
Dal 2015 i comuni appartenenti al cantone sono i seguenti 4:
- Morsang-sur-Orge
- Sainte-Geneviève-des-Bois
- Villemoisson-sur-Orge
- Villiers-sur-Orge